# Ильин, Владимир Александрович (математик)
Влади́мир Алекса́ндрович Ильи́н (2 мая 1928, Козельск — 26 июня 2014, Москва) — советский и российский математик, профессор МГУ, академик АН СССР (1990) и РАН. Внёс заметный вклад в теорию дифференциальных уравнений, спектральную теорию дифференциальных операторов и математическое моделирование.

## Биография
Сын педагога, соавтора учебников физики Елизаветы Ивановны Ильиной; племянник лингвиста В. И. Собинниковой. 
Родился в Козельске, в 3-летнем возрасте переехал с родителями в Москву.
Поступил сразу во второй класс средней школы в Москве (1936), в 1945 году окончил школу с золотой медалью. Учился на физическом факультете МГУ (1945—1950), который окончил по кафедре математики с отличием. Обучался в аспирантуре физического факультета МГУ по специальности «математическая физика» (1950—1953).
Кандидат физико-математических наук (1953), тема диссертации «Дифракция электромагнитных волн на некоторых неоднородностях», научный руководитель — А. Н. Тихонов).
Доктор физико-математических наук (1958), тема диссертации «О сходимости разложений по собственным функциям оператора Лапласа».
Присвоено звание профессора (1960).
С 1953 года и до конца жизни основным местом работы В. А. Ильина являлся Московский государственный университет:
- на кафедре математики физического факультета МГУ: ассистент (1953—1957), доцент (1957—1959), профессор (1959—1970);
- на кафедре общей математики факультета вычислительной математики и кибернетики МГУ: профессор (1970—1974), заведующий (1974—2014).

Главный научный сотрудник Математического института им. В. А. Стеклова (отдел теории функций) (с 1973).
Член-корреспондент АН СССР с 23 декабря 1987 года по Отделению информатики, вычислительной техники и автоматизации (информатика, вычислительная техника и автоматизация), академик с 15 декабря 1990. Академик РАН (1991). Действительный член Международной академии наук высшей школы (1996).
Главный редактор ежемесячного журнала РАН «Дифференциальные уравнения» (с 1995). Член редакционной коллегии, а после заместитель главного редактора журнала РАН «Доклады Академии наук» (с 1998).
Автор более 300 научных работ и соавтором ряда учебников по математическому анализу, аналитической геометрии и линейной алгебре, изданных как в России, так и за рубежом. Подготовил 28 докторов и свыше 100 кандидатов физико-математических наук. В течение ряда лет был председателем экспертного совета ВАК. Член комиссии по присуждению Государственных премий Российской Федерации. Член научно-методического совета по математике при Министерстве образования России.
Семья: жена, двое детей. Сын Александр (род. 1973) — член-корреспондент РАН .
Похоронен на Троекуровском кладбище.

## Награды

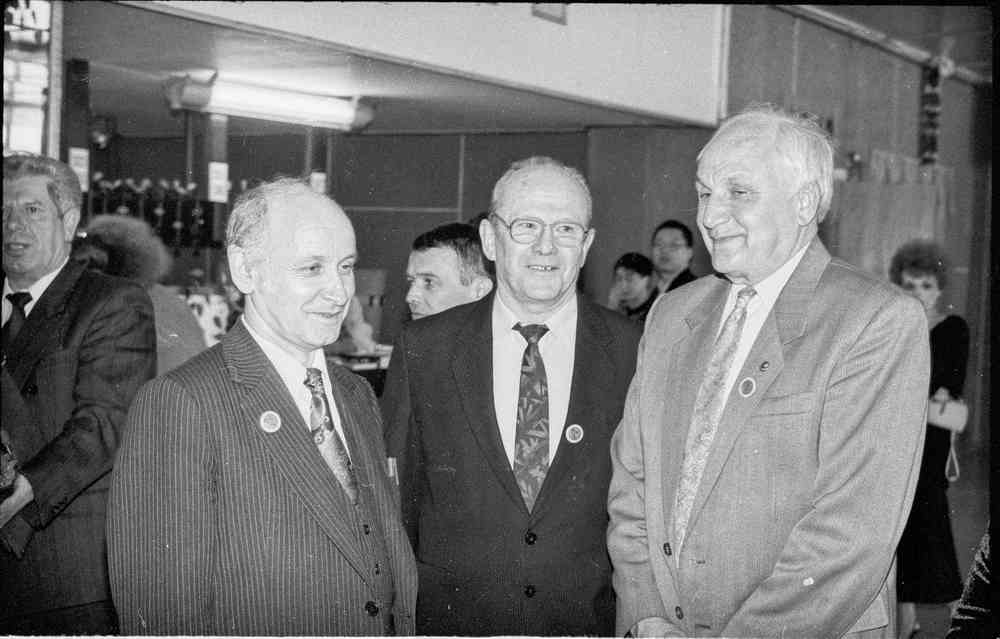
Профессор Михаил Геннадьевич Дмитриев, профессор Анатолий Михайлович Цирлин и академик Владимир Александрович Ильин в Переславле-Залесском

- Орден «За заслуги перед Отечеством» III степени (21 февраля 2012) — за заслуги в области образования, науки и большой вклад в подготовку квалифицированных специалистов[4]
- Орден «За заслуги перед Отечеством» IV степени (15 января 2004) — за большие заслуги в научной деятельности и подготовку высококвалифицированных специалистов[5]
- Орден Почёта (4 декабря 1998) — за заслуги перед государством, многолетний добросовестный труд и большой вклад в укрепление дружбы и сотрудничества между народами[6]
- Орден Трудового Красного Знамени (1980)
- Орден Дружбы народов (1988)
- Премия Президента Российской Федерации в области образования за 2003 год (25 января 2005) — за создание комплекта учебников «Линейная алгебра и аналитическая геометрия» и «Высшая математика» для образовательных учреждений высшего профессионального образования[7]
- Государственная премия СССР (1977, 1980 совместно с Э. Г. Позняком)
- Премия Министерства высшего и среднего специального образования СССР «За лучшую научную работу» (1988)
- Ломоносовская премия МГУ (1980 — за научную работу, 1992 — за педагогическую работу)
- Заслуженный профессор МГУ (1993)
- Почётный гражданин Козельска (1998)
- Лучший лектор МГУ (2000)

## Научные интересы
В. А. Ильину принадлежат выдающиеся научные достижения по теории краевых и смешанных задач для уравнений математической физики в областях с негладкими границами и с разрывными коэффициентами: его результаты для уравнений гиперболического типа в соединении с более ранними результатами А. Н. Тихонова, О. А. Олейник, Г. Таутца для параболических и эллиптических уравнений показали, что в смысле требований на границу области вопрос о разрешимости всех трех задач сводится к вопросу о разрешимости простейшей задачи математической физики — задачи Дирихле для уравнения Лапласа.
Им был разработан в конце 60-х годов универсальный метод, позволивший ему для произвольного самосопряженного оператора второго порядка в произвольной (необязательно ограниченной) области установить окончательные условия равномерной на любом компакте сходимости как самих спектральных разложений, так и их средних Рисса в каждом из классов функций: Никольского, Соболева-Лиувилля, Бесова и Зигмунда-Гельдера. Эти условия явились новыми и окончательными и для разложений в кратный интеграл Фурье и в кратный тригонометрический ряд Фурье.
В 1971 году В. А. Ильин опубликовал отрицательное решение поставленной И. М. Гельфандом проблемы о справедливости теоремы о равносходимости спектрального разложения с разложением в интеграл Фурье в ситуации, когда отсутствует равномерная сходимость самого разложения.
В 1972 году опубликовал отрицательное решение поставленной С. Л. Соболевым задачи о сходимости при {\displaystyle p\neq 2}, в метрике {\displaystyle W_{p}^{l}} спектрального разложения финитной функции из этого класса.
Им был разработан новый метод оценки остаточного члена спектральной функции эллиптического оператора как в метрике {\displaystyle L_{\infty }}, так и в метрике {\displaystyle L_{2}}.
В. А. Ильиным был внесен фундаментальный вклад в спектральную теория несамосопряженных операторов. Им были получены условия, при которых система собственных и присоединенных векторов для одномерной краевой задачи обладает свойством базисности в {\displaystyle L_{p}} при {\displaystyle p\geq 1}.
В 1980—1982 годах им были получены оценки на {\displaystyle L_{2}}-нормы собственных собственных и присоединенных функций через присоединенную функцию на единицу более высокого порядка, которые он назвал «оценками антиаприорного типа». Он показал, что эти оценки играют принципиальную роль в теории несамосопряженных операторов.
В совместной работе с Е. И. Моисеевым и К. В. Мальковым 1989 года показал, что ранее установленные условия базисности системы собственных и присоединенных функций оператора {\displaystyle L} являются одновременно необходимыми и достаточными условиями существования полной системы интегралов движения у нелинейной системы, порождаемой {\displaystyle (L,A)} парой Лакса.
Начиная с 1999 года и до конца жизни занимался задачами граничного управления процессами, описываемыми гиперболическими уравнениями, в первую очередь, волновым уравнением. Для целого ряда случаев им были получены формулы, описывающие оптимальные (в смысле минимизации граничной энергии) граничные управления, переводящие систему из заданного начального состояния в заданное конечное (результаты, полученные в соавторстве с Моисеевым Е.И., отнесены к числу лучших достижений РАН за 2007 год).

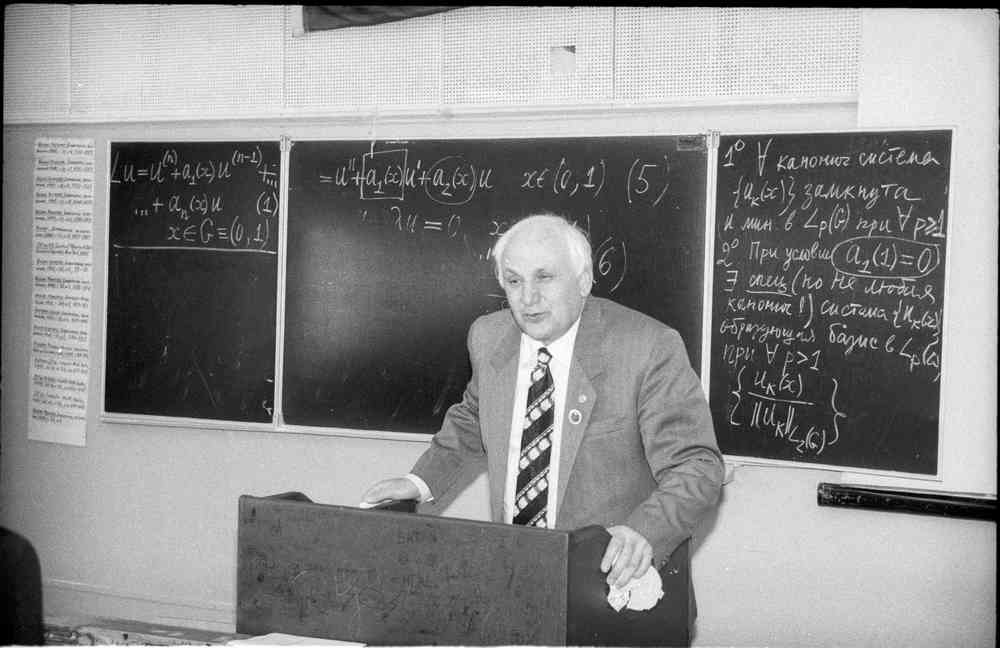
Владимир Александрович Ильин выступает с докладом «управление колебаниями стержня, закрепленного на одном из концов» в Университете города Переславля (2008 год).

## Преподавательская деятельность
Ильин на протяжении 55 лет преподавал в Московском государственном университете — вначале на физическом факультете, а позже на факультете вычислительной математики и кибернетики. Он подготовил 28 докторов и свыше 100 кандидатов физико-математических наук. Также Ильин написал несколько учебников.
За время педагогической деятельности им были прочитаны лекционные курсы: «Уравнения математической физики», «Уравнения эллиптического типа», «Функциональный анализ», «Математический анализ» (первый и второй курсы), «Линейная алгебра и аналитическая геометрия».

## Основные работы
- Спектральная теория дифференциальных операторов. М., 1991;
- Лекции по теории рядов Фурье : Учеб. пособие по курсу "Мат. анализ" / В. А. Ильин, Е. И. Моисеев; Моск. гос. ун-т им. М. В. Ломоносова. Фак. вычисл. математики и кибернетики. - М. : Изд. отд. Фак. вычисл. математики и кибернетики МГУ им. М. В. Ломоносова, 2000. - 51, [1] с.; 21 см.; ISBN 5-89407-092-9
- Ильин В. А., Позняк Э. Г. Основы математического анализа — М.: Физматлит, т. 1, изд. 7, 2004; т. 2, изд. 5, 2004;
- Ильин В. А., Позняк Э. Г. Линейная алгебра — М.: Физматлит, изд. 6, 2004;
- Ильин В. А., Позняк Э. Г. Аналитическая геометрия — М.: Физматлит, изд. 7, 2004;
- Ильин В. А., Садовничий В. А., Сендов Бл. Х. Математический анализ — М.: Проспект и изд-во МГУ, ч. I, изд. 3, 2004; ч. II, изд. 2, 2004 (3-е изд. 2006);
- Ильин В. А., Ким Г. Д. Линейная алгебра и аналитическая геометрия — М.: Проспект, изд. 3, 2007;
- Ильин В. А., Куркина А. В. Высшая математика — 2004; М.: Проспект, изд. 3, 2009.